# 스타드 드 라 모송
스타드 드 라 모송(프랑스어: Stade de la Mosson)은 프랑스 몽펠리에에 있는 축구 겸 럭비 경기장으로, 몽펠리에 HSC의 홈 구장으로 사용되고 있으며 32,900명을 수용할 수 있다. 1998년 FIFA 월드컵과 2007년 럭비 월드컵 경기장으로 선정되었다.